# Sieglinde Frieß

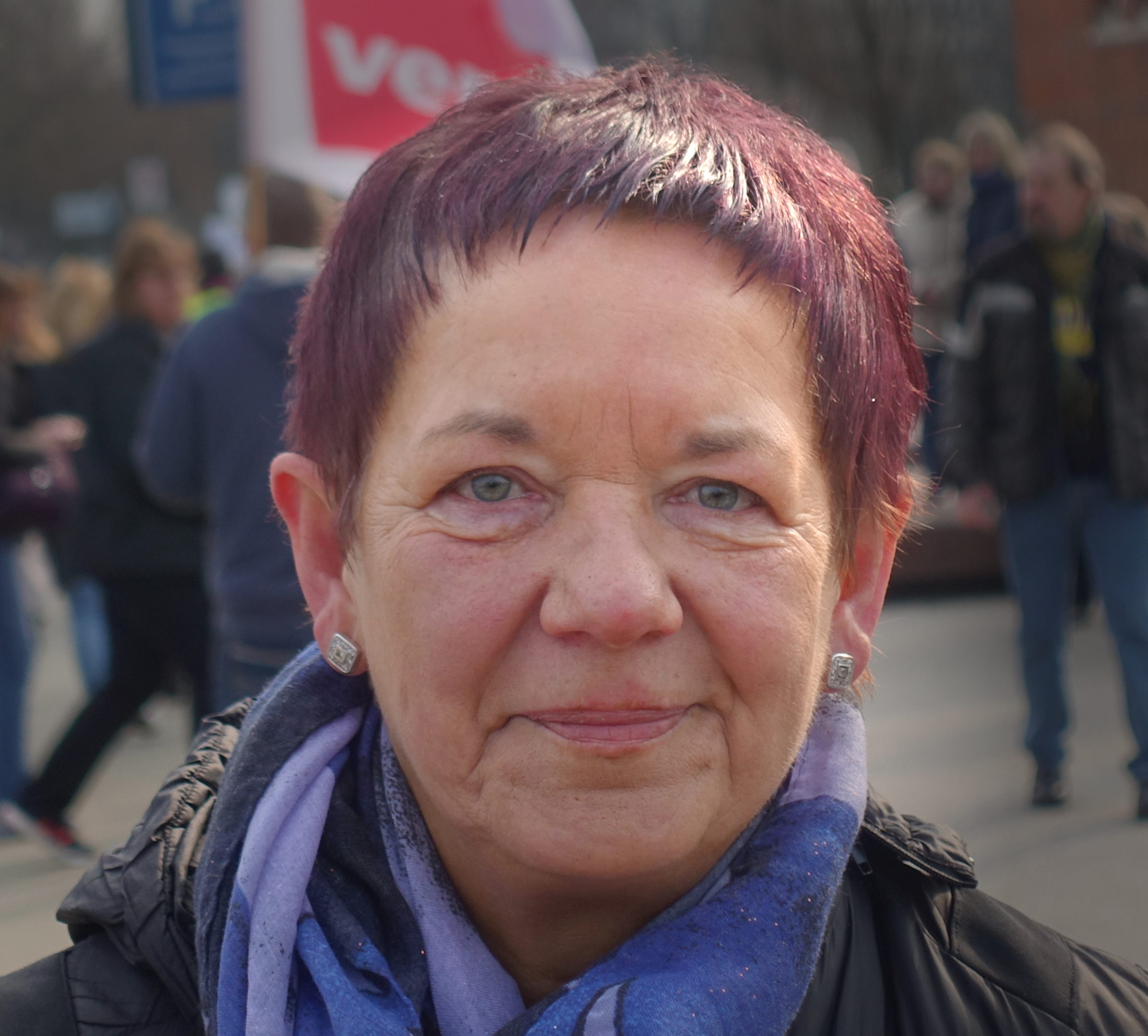
Sieglinde Frieß beim ver.di-Streik in Hamburg am 12. April 2018

Sieglinde Frieß (* 1. April 1959 in Burgau, Schwaben, Bayern) ist eine deutsche Gewerkschafterin und war bis Februar 2023 stellvertretende Landesbezirksleiterin der Gewerkschaft ver.di in Hamburg.

## Biografie
Frieß besuchte das Gymnasium und die Fachoberschule und absolvierte ein Studium zur Sozialpädagogin in Nürnberg. Von 1983 bis 1990 war sie Fraktionsmitarbeiterin der Grünen im deutschen Bundestag und parallel von 1984 bis 1987 Betriebsrätin der Fraktion. 1989 und 1990 war sie auch Mitglied des Bundestages. Als Berliner Bundestagsabgeordnete der Alternativen Liste bekam sie aber erst im Juni 1990 volles Stimmrecht. Ihre politischen Schwerpunkte waren die Finanz-, die Arbeitsmarkt- und die Sozialpolitik sowie die Frauenpolitik.
Von 1984 bis 1991 war Frieß Sprecherin der grünen Gewerkschafter/-innen, seit 1992 gehört sie der ÖTV, die 2001 in ver.di aufging, in Hamburg an. Sie war dort Gewerkschaftssekretärin für den öffentlichen Dienst, Beamtinnen- und Beamtensekretärin und stellvertretende Bezirksleiterin für die Schwerpunkte Öffentlicher Dienst, Ver- und Entsorgung, Personalentwicklung, Frauen und Bildung. Von 2001 bis 2019 war sie Leiterin der Landesbezirksfachbereiche Bund/Länder und Gemeinden. Vom 22. Februar 2019 bis Februar 2023 war sie stellvertretende Landesbezirksleiterin der Gewerkschaft ver.di in Hamburg. Sie ist jetzt im Ruhestand.
Frieß ist verheiratet.

## Haltung zur Wiedervereinigung
In der letzten Phase der Auflösung der DDR bezog Frieß wie viele Mitglieder ihrer Partei eine kritische Haltung zur Wiedervereinigung. Frieß warf der Bundesregierung vor, ein „großdeutsches Reich“ anzustreben, und trat für die vollständige Anerkennung der DDR ein, um so deren Demokratisierung zu unterstützen.
Sie beteiligte sich im Folgejahr während des Prozesses der Wiedervereinigung an der Planung für eine Großkundgebung in Frankfurt am Main unter dem Motto „Gegen Chauvinismus, Neofaschismus und Wiedervereinigung“.